# Брыковское муниципальное образование
Брыковское муниципальное образование — сельское поселение в Духовницком районе Саратовской области Российской Федерации.
Административный центр — село Брыковка.

## История
Статус и границы сельского поселения установлены Законом Саратовской области от 27 декабря 2004 года № 92-ЗСО «О муниципальных образованиях, входящих в состав Духовницкого муниципального района».

## Население
| 2010  | 2011  | 2012  | 2013  | 2014  | 2015  | 2016  |
| ----- | ----- | ----- | ----- | ----- | ----- | ----- |
| 1401  | ↘1396 | ↘1374 | ↘1342 | ↘1307 | ↘1253 | ↘1230 |
| 2017  | 2018  | 2019  | 2020  | 2021  |       |       |
| ↘1185 | ↘1143 | ↘1097 | ↘1066 | ↘962  |       |       |

## Состав сельского поселения
| № | Населённый пункт | Тип населённого пункта       | Население |
| - | ---------------- | ---------------------------- | --------- |
| 1 | Богородское      | село                         | ↘314      |
| 2 | Брыковка         | село, административный центр | ↘451      |
| 3 | Григорьевка      | село                         | ↘295      |
| 4 | Никольское       | село                         | ↘341      |

## Связь
Мобильная связь
- Мегафон GSM/2G
- Tele2 GSM/2G/3G/4G
- Билайн GSM/2G

Интернет
- Ростелеком